# Матфей Эдесский
Маттео́с Урхаеци́, Маттео́с из Урха (арм. Մատթէոս Ուռհայեցի ; дата рождения неизв. — 1144) — армянский историк и хронист XII века родом из города Эдесса (Урха)

## Биография
Маттеос Урхаеци, будучи очевидцем ряда важных событий в истории Армении, родился во второй половине XI века в Эдессе (Урхе), где прожил всю свою сознательную жизнь и умер предположительно между 1138 и 1144 годами.
Маттеос Урхаеци был монахом одного из монастырей Эдессы

## Деятельность

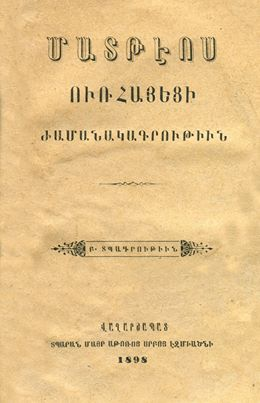
Обложка издания 1898 года

Стиль повествовании Матвея Эдесского отличается большой скрупулёзностью и внимательностью к деталям. Сочинения Матвея Эдесского — единственные сохранившиеся источники информации о церковных и светских событиях его родного региона в современную Матвею эпоху. Матвей был страстным армянским патриотом и в своих сочинениях воспевал героизм и оплакивал тяжелую долю своего народа. Благодаря ему до наших дней дошли два важных документа того времени — письмо византийского императора Иоанна Цимисхия армянскому царю Ашоту III и запись речи, которую произнес в Софийском соборе в присутствии императора Константина X Дуки Гагик II, изгнанный армянский царь из династии Багратидов, касательно разногласий между константинопольской православной и армянской апостольской церквями.
Из сочинений Матвея Эдесского также можно почерпнуть немало сведений о событиях первых крестовых походов и борьбе Византии с арабами за право владения территориями северной Сирии и восточной части Малой Азии. Матвей Эдесский предположительно был убит в 1144 году во время взятия Эдессы сельджуками под предводительством мосульского эмира Имад ад-Дина Занги.

### Хронография
«Хронография» Урхаеци состоит из трёх частей. Первая часть охватывает события с 952 по 1051 года, вторая — с 1051 по 1101, третья — с 1101 по 1136/37 года. Если события последних лет второй и третьей части происходили при непосредственном внимании автора, то для первой и большей части второй частей он использовал сторонние источники. Сам Маттеос по этому поводу пишет, что историю событий 952 год—1051 годов он изложил на основании рассказов «много раньше родившихся очевидцев и свидетелей и читая труды старых историков, бывших очевидцами всех происшествий». До недавнего времени было неясно, какого или каких историков имеет в виду Маттеос, пока в 1971 году не появилась работа Л. С. Хачикяна, в которой он убедительно доказывает, что труд Акопа Санаинци является главным первоисточником первой и ряда мест второй частей «Хронографии». Матфей Эдесский подчеркивал ужас и чувство беспомощности, которые были вызваны внезапным появлением турок. Турецкий историк М. Кешик писал, что работа Матфея написана беспристрастно, а многие предоставляемые автором сведения уникальны и отсутствуют в других работах.
Российский исследователь Прудников В. В. характеризует «Хронографию» Матевоса Урхаеци как ценный, первоклассный источник по истории всего Ближнего Востока.

## Объяснение бедствий XI столетия
Маттеос Урхаеци приписывает правителям Ромейской империи (Византии) разработку и реализацию антиармянской политики (вытеснение правящего класса из Армении, упразднение Армянских феодальных государств), которая в итоге принесла армянскому народу систему бедствий (успешные вторжения сельджуков, повсеместный разгром населения, вынужденная массовая эмиграция и т. д.)
В дополнение к византийскому заговору, Маттеос Урхаеци интерпретирует постигшие армянский народ (и другие христианские народы) бедствия как расплату за грехи